# Рюпель
Рю́пель (Рю́пел; нидерл. Rupel) — река в Бельгии.
Длина реки — около 12 км. Образуется Рюпель слиянием рек Дейле и Нете в Рюмсте, протекает по провинции Антверпен и впадает в Шельду.
Рюпель — часть водного пути от Брюсселя до Атлантического океана, река соединена с каналом Брюссель — Шельда.
В честь реки назван первый снизу ярус олигоцена Западной Европы.